# Електронски афинитет
Афинитет према електрону је енергија која се ослобађа (или веже) при везивању електрона за атом у гасовитом стању. При томе се добија негативно наелектрисана честица - анјон.
Највећи афинитет према електрону имају халогени елементи, а најмањи алкални метали.
Апсолутна вредност афинитета према електрону расте (има негативнију вредносту) у периоди (слева удесно), а опада у групи (одозго надоле). Сви племенити гасови имају афинитет према електрону мањи од нуле, као и берилијум, магнезијум и азот. 
Процес везивања електрона за атом може се приказати једначином: X(g) + e -> X-(g)
Афинитет према електрону одређује се сложеним процесима, баш због тога тачно су утврђени афинитети према електрону само малог број елемената. 
Највећи афинитет према електрону имају елементи VIIA групе - халогени елементи, чијим атомима недостаје један електрон до стабилне конфигурације племенитог гаса. Они ослобађају највећу енергију при везивању електрона у највиши енергетски ниво.